# ویلیام مارست
ویلیام مارست (انگلیسی: William Marcet؛ ۱ ژانویهٔ ۱۸۲۸ – ۴ مارس ۱۹۰۰) رئیس انجمن جامعه‌شناسی سلطنتی اهل سوئیس بود.
وی همچنین برندهٔ جوایزی همچون همکار انجمن سلطنتی شده‌است.

## زندگی‌نامه
ویلیام پسر فرانسیس مارست و نوه الکساندر مارست است که در اول ژانویه ۱۸۲۸ در ژنو سوئیس متولد شد. او با مدرک دکترای پزشکی در سال ۱۸۵۰ از دانشگاه ادینبرو فارغ‌التحصیل شد.